# Никулицкий, Иван Владимирович
Иван Владимирович Никулицкий (15 июля 1906 — 12 июля 1983) — директор Братцевской птицефабрики (Московская область), Герой Социалистического Труда.

## Биография
Родился 15 июля 1906 года на территории будущего Александрийского района Кировоградской области в зажиточной крестьянской семье.
Окончил зоотехнический факультет Киевского ветеринарно-зоотехнического института (1926—1930) по специальности «птицеводство».
Направлен во Всеукраинский НИИ птицеводства, организованный в городе Каменец-Подольск. Занимался промышленным выведением птицы на Украинской научно-исследовательской станции птицеводства.
В 1935 году приглашён на работу в Москву во Всесоюзный научно-исследовательский институт по птицепромышленности и птицеводству (ВНИИПП).
В 1936 году назначен директором Братцевской птицефабрики ВНИИПП, которой руководил до 1965 года.
Руководил переводом производственных цехов птицефабрики в село Лунёво Солнечногорского района в связи с расширением Москвы. Помимо кур, начали выращивать уток, кроликов, завели свою молочную ферму.
В годы Великой Отечественной войны Братцевская птицефабрика была эвакуирована, в 1943 году вернулась в Подмосковье. Она первой в СССР приступила к освоению новой отрасли — промышленного птицеводства с клеточным содержанием несушек.
В 1967 году птицефабрика награждена орденом Ленина. А за год до этого Указом Президиума Верховного Совета СССР от 22.03.1966 за достигнутые успехи в развитии животноводства Ивану Владимировичу Никулицкому присвоено звание Героя Социалистического Труда.
В 1965—1976 годах первый заместитель начальника Птицепрома СССР.
В 1976 году вернулся во ВНИИПП, работал старшим научным сотрудником лаборатории № 5.
Умер 12 июля 1983 года. Похоронен на Ваганьковском кладбище.
Заслуженный работник сельского хозяйства РСФСР. Награждён 2 орденами Ленина, орденами Трудового Красного Знамени, «Знак Почёта», медалями.